# Nothing Fails
Nothing Fails è una canzone della cantautrice statunitense Madonna, scritta insieme a Guy Sigsworth e Jem. È il terzo singolo, uscito il 5 dicembre 2003, estratto dall'album American Life. Un remix promozionale, Nevins Mix, è stato pubblicato sull'EP Remixed & Revisited, uscito il 24 novembre 2003.

## La canzone

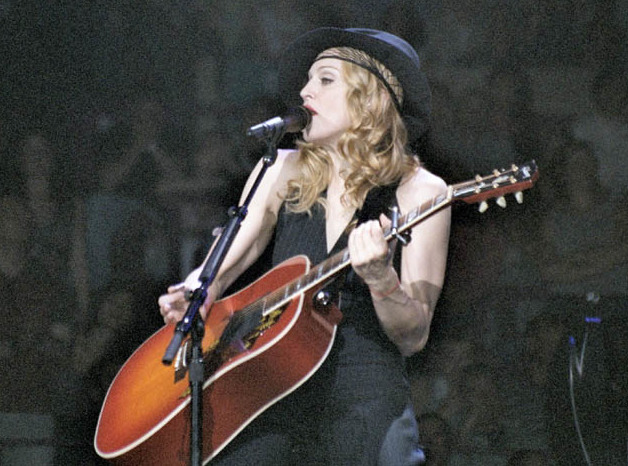
Madonna canta Nothing Fails al Re-Invention Tour

La canzone è inizialmente una collaborazione solo tra Sigsworth e Jem che iniziava in quel periodo a lavorare sul suo album di debutto. Dopo due giorni di lavoro in studio i due hanno scritto la canzone Silly Thing. La canzone è stata poi suonata con Sigsworth per Madonna che ha aggiunto e cambiato alcune parti tra cui anche il titolo che è diventato Nothing Fails.
Nothing Fails è una canzone d'amore nella quale si fa ampio uso della chitarra acustica con un testo che parla di una persona innamorata, alla quale qualsiasi cosa non può andare male proprio perché è innamorata.
Il London Community Gospel Choir diretto da Nicki Brown, ha registrato le voci in sottofondo della canzone per darle un sound gospel.

Sulla canzone Jem ha detto: 

## Il singolo
Il singolo di Nothing Fails, originariamente pensato come doppio CD singolo insieme a Love Profusion, è stato realizzato negli USA e in parte dell'Europa nell'inverno del 2003 (non è uscito nel Regno Unito). 
In una versione europea del singolo è contenuta anche Love Profusion.

## La mancata realizzazione del video
Non è stato prodotto alcun video del brano. Prima dell'annuncio della casa discografia, si era vociferato che il regista Steven Klein si fosse proposto per realizzare il video della canzone e alcune indiscrezioni facevano trapelare che Madonna volesse realizzare un video di ispirazione religiosa in Israele.

## Tracce
CD singolo Europa
1. Nothing Fails (Radio Edit) – 3:46
2. Nothing Fails (Peter Rauhofer's Classic House Mix) – 8:24

MaxiCD Europa
1. Nothing Fails (Radio Edit) – 3:46
2. Nothing Fails (Peter Rauhofer's Classic House Mix) – 8:24
3. Nothing Fails (Tracy Young's Underground Mix) – 7:29
4. Nothing Fails (Nevins Big Room Rock Mix) – 6:44

CD maxisingolo Europa, Australia e Stati Uniti
1. Nothing Fails (Peter Rauhofer's Classic House Mix) – 8:24
2. Nothing Fails (Nevins Big Room Rock Mix) – 6:44
3. Nothing Fails (Tracy Young's Underground Mix) – 7:29
4. Nothing Fails (Nevins Global Dub) – 7:45
5. Nothing Fails (Jackie's in Love in the Club Mix) – 7:28
6. Nobody Knows Me (Peter Rauhofer's Private Life Mix Part 1) – 8:07
7. Nobody Knows Me (Above & Beyond 12" Mix) – 8:45
8. Nobody Knows Me (Mount Sims Italo Kiss Mix) – 5:26

Nothing Fails / Love Profusion – CD singolo Europa
1. Nothing Fails (Radio Edit) – 3:46
2. Love Profusion (Album Version) – 3:38
3. Love Profusion (The Passengerz Club) – 7:01

Vinile promozionale 12" Stati Uniti
1. Nothing Fails (Peter Rauhofer's Classic House Mix) – 8:24
2. Nothing Fails (Nevins Big Room Rock Mix) – 6:44
3. Nothing Fails (Nevins Global Dub) – 7:45

Vinile promozionale 12" Stati Uniti
1. Nothing Fails (Peter Rauhofer's Lost in Space Mix) – 8:36

CD singolo promozionale Germania
1. Nothing Fails (Radio Edit) – 3:46
2. Nothing Fails (Radio Remix) – 3:59

Doppio vinile promozionale 12" Stati Uniti
1. Nothing Fails (Peter Rauhofer's Classic House Mix) – 8:24
2. Nothing Fails (Nevins Big Room Rock Mix) – 6:44
3. Nothing Fails (Tracy Young's Underground Mix) – 7:29
4. Nothing Fails (Jackie's in Love in the Club Mix) – 7:28
5. Nothing Fails (Nevins Global Dub) – 7:45
6. Nobody Knows Me (Mount Sims Italo Kiss Mix) – 5:26
7. Nobody Knows Me (Mount Sims Old School Mix) – 4:44
8. Nothing Fails (Tracy Young's Underground Dub) – 8:36

## Posizioni in classifica
Classifica settimanale
| Classifica                    | Posizione massima |
| ----------------------------- | ----------------- |
| Austria                       | 45                |
| Argentina                     | 4                 |
| Canada                        | 7                 |
| Danimarca                     | 11                |
| Europa                        | 42                |
| Francia                       | 34                |
| Germania                      | 36                |
| Grecia                        | 19                |
| Irlanda                       | 10                |
| Italia                        | 6                 |
| Spagna                        | 1                 |
| Spagna (Los 40 Principales)   | 35                |
| Stati Uniti                   | 1                 |
| Stati Uniti (Dance/Club Play) | 1                 |
| Stati Uniti (Dance)           | 1                 |

Classifiche di fine anno
| Classifica di fine anno italiana (2003) | Posizione |
| --------------------------------------- | --------- |
| Classifica italiana                     | 61        |
| Classifica dei singoli                  | Posizione |
| Classifica italiana                     | 7         |